# José Gómez Lucas
José Gómez Lucas (Navalcarnero, 9 de enero de 1944- Navalcamero, 14 de junio de 2014) fue un ciclista español que empezó su debut en 1966 en el Tour de l'Avenir.

## Palmarés
1966
- 1 etapa del Tour de l'Avenir

1970
- Vuelta a Andalucía

1972
- Klasika Primavera

1974
- 1 etapa de la Vuelta a Aragón

## Resultados en Grandes Vueltas y Campeonatos del Mundo
Durante su carrera deportiva consiguió los siguientes puestos en las Grandes Vueltas y en los Campeonatos del Mundo en carretera:
| Carrera         | 1969 | 1970 | 1971 | 1972 | 1973 | 1974 | 1975 |
| --------------- | ---- | ---- | ---- | ---- | ---- | ---- | ---- |
| Giro de Italia  | -    | -    | -    | -    | -    | -    | -    |
| Tour de Francia | -    | -    | Ab.  | -    | Ab.  | -    | -    |
| Vuelta a España | -    | 29.º | 24.º | Ab.  | Ab.  | -    | Ab.  |
| Mundial en Ruta | -    | -    | -    | -    | -    | -    | -    |

-: No participa

Ab.: Abandono